# Ataenius scutellaris
Ataenius scutellaris är en skalbaggsart som beskrevs av Edgar von Harold 1867. Ataenius scutellaris ingår i släktet Ataenius och familjen Aphodiidae. Inga underarter finns listade.